# Szent Bernát-alagút

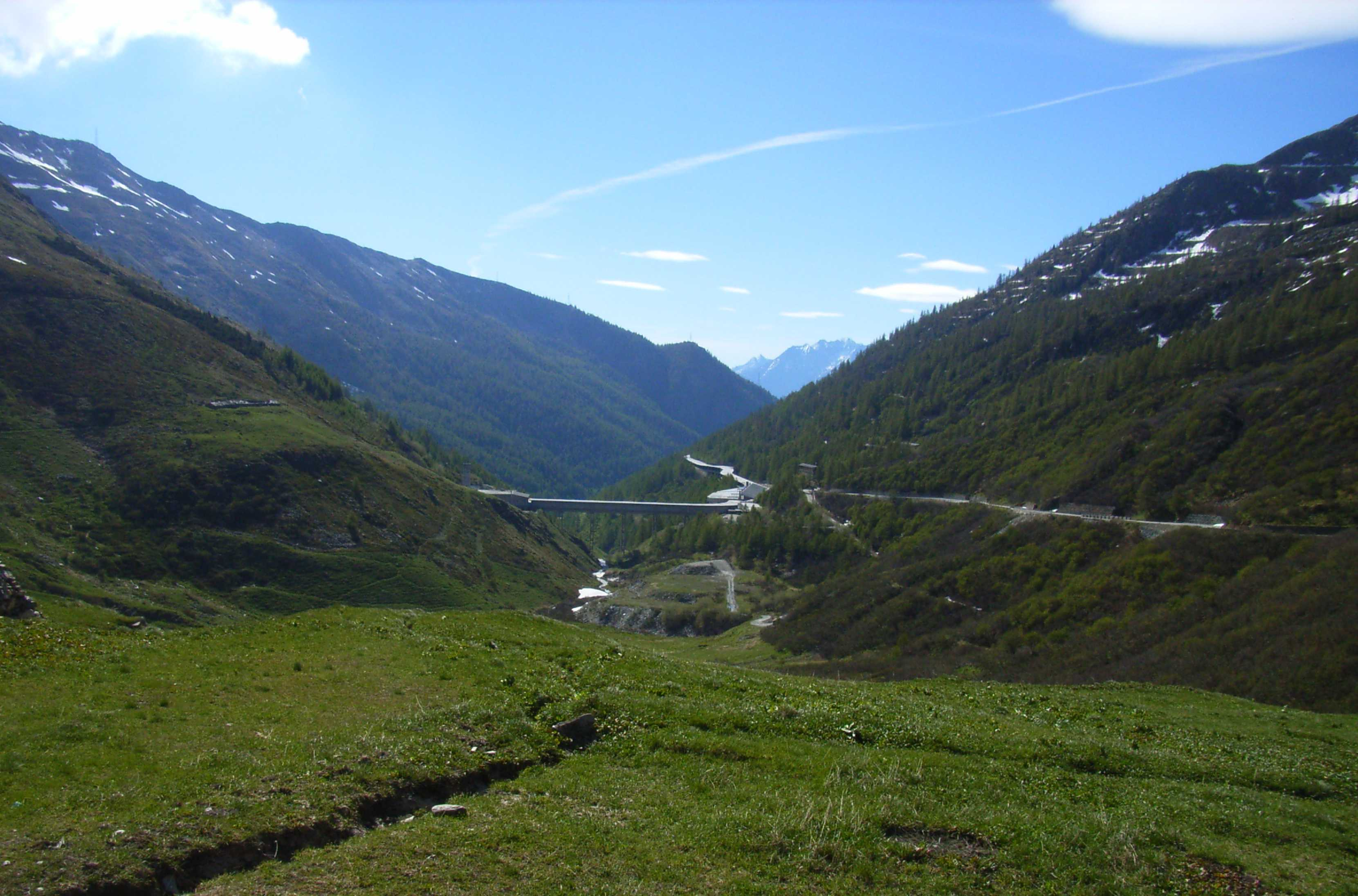
A Szent Bernát-hágó

A Szent Bernát-alagút (olaszul Traforo del Gran San Bernardo, franciául Tunnel du Grand-Saint-Bernard) egy autópálya-alagút, amely Saint-Rhémy-en-Bosses és Bourg-Saint-Pierre városokat, ezzel együtt Olaszországot és Svájcot köti össze.
Az építési munkálatokat 1958-ban kezdték meg, és 1964-ben került sor az alagút átadására. Az alagúton belül kétirányú a forgalom.

## Fordítás
- Ez a szócikk részben vagy egészben  a   Traforo del Gran San Bernardo című olasz Wikipédia-szócikk fordításán alapul.  Az eredeti cikk szerkesztőit annak laptörténete sorolja fel. Ez a jelzés csupán a megfogalmazás eredetét és a szerzői jogokat jelzi, nem szolgál a cikkben szereplő információk forrásmegjelöléseként.